# Palaeogrosphus
Genre
Palaeogrosphus est un genre fossile de scorpions de la famille des Buthidae.

## Répartition
Les espèces de ce genre ont été découvertes dans du copal à Madagascar. Elles datent du Quaternaire.

## Description
Dans sa publication de 2000, Lourenço indique que ces espèces mesurent de 20 à 25 mm de longueur totale.

## Liste des espèces
Selon World Spider Catalog 20.5 :
- † Palaeogrosphus copalensis (Lourenço, 1996) - espèce type
- † Palaeogrosphus jacquesi Lourenco & Henderickx, 2002

## Systématique
Le nom valide complet (avec auteur) de ce taxon est Palaeogrosphus Lourenço, 2000,.

### Publication originale
- (en) Wilson R. Lourenço, « More about the Buthoidea of Madagascar, with special references to the genus Tityobuthus Pocock (Scorpiones, Buthidae) », Revue Suisse de Zoologie, vol. 107, no 4,‎ décembre 2000, p. 721–736 (ISSN 0035-418X, DOI 10.5962/bhl.part.80144, lire en ligne, consulté le 19 juin 2025).